# Leonid Velilyaev
Leonid (Nasibulla) Abibulaevich Velilyaev (en ruso: Леони́д (Насибулла́) Абибула́евич Велиля́ев, en tártaro de Crimea: Nasibulla Abibulla oğlu Velilâyev; Ak-Manai, Imperio ruso, 15 de mayo de 1916-Antratsit, Ucrania, 27 de diciembre de 1997) fue un militar soviético, de etnia tártaro de Crimea, que combatió en las filas del Ejército Rojo durante la Segunda Guerra Mundial, donde recibió la Orden de la Gloria de primera clase por su valentía en combate.

## Biografía

### Infancia y juventud
Leonid Velilyaev nació el 15 de mayo de 1916, en el seno de una familia de campesinos tártaros de Crimea, en la pequeña localidad rural de Ak-Manai en la Gobernación de Táurida en lo que en esa época era el Imperio ruso (actualmente en la República de Crimea en Ucrania). Después de completar siete grados en la escuela local en 1928, trabajó como aprendiz en una fábrica y luego trabajó como operador de rodillos en una planta metalúrgica en Kerch hasta ingresar en el Ejército Rojo en 1936, y después de completar el servicio militar, trabajó en el departamento financiero del distrito. En 1940, fue nuevamente reclutado en el ejército durante la Guerra de Invierno y estudió cursos para la formación de comandantes subalternos. Después, fue asignado a un regimiento de artillería en la ciudad de Novovolynsk, puesto en el que permaneció hasta el inicio de la invasión alemana de la Unión Soviética.

### Segunda Guerra Mundial
Durante la Segunda Guerra Mundial fue asignado al 140.º Regimiento de Fusileros de la Guardia. Recibió la Orden de la Gloria de 3.er grado en 1944 por sus acciones como asistente del comandante de pelotón en la aldea de Olshanka (RSS de Ucrania), durante la ofensiva de Lublin-Brest, en las que resultó herido mientras dirigía un ataque a posiciones defensivas enemigas que resultó en la muerte de trece soldados enemigos y tres puestos de tiro. Más tarde recibió la Medalla al Valor por liderar un ataque exitoso en la orilla occidental del río Vístula que eliminó a veinte soldados enemigos.
El 8 de febrero de 1945 fue condecorado con la Orden de la Gloria de 2.do grado por haber capturado personalmente a un general alemán en la ofensiva de Varsovia-Poznan tras asaltar una trinchera enemiga. Durante los intensos combates callejeros en la batalla de Berlín el 1 de mayo de 1945, Velilayev tomó el mando de su pelotón y lideró un avance, en el que destruyeron cuatro puestos de ametralladoras y mataron a dieciocho soldados enemigos. Por esta gesta, recibió la Orden de la Gloria de 1.er grado, aunque no se la entregaron hasta el 15 de mayo de 1946, en una ceremonia en el propio Kremlin

### Posguerra
Fue desmovilizado del ejército en enero de 1948. Después tomó el nombre eslavo de Leonid, y fue uno de los pocos tártaros de Crimea que no fue deportado a Asia Central durante el Sürgün (La deportación de los tártaros de Crimea). Miembro del Partido Comunista desde 1958. Vivió el resto de su vida en Ucrania, primero en Donetsk y luego en Antratsit, donde trabajó en una mina. Murió el 27 de diciembre de 1997.

## Condecoraciones
|  | Orden de la Guerra Patria de 1.er grado (11 de marzo de 1985)                                                        |
|  | Orden de la Gloria de 1.er (15 de mayo de 1946), 2.do (8 de febrero de 1945) y 3.er grado (24 de septiembre de 1944) |
|  | Medalla por el Servicio de Combate (1 de agosto de 1944)                                                             |
|  | Medalla al Valor (24 de agosto de 1944)                                                                              |
|  | Medalla por la Victoria sobre Alemania en la Gran Guerra Patria 1941-1945                                            |
|  | Medalla Conmemorativa del 20.º Aniversario de la Victoria en la Gran Guerra Patria de 1941-1945                      |
|  | Medalla Conmemorativa del 30.º Aniversario de la Victoria en la Gran Guerra Patria de 1941-1945                      |
|  | Medalla Conmemorativa del 40.º Aniversario de la Victoria en la Gran Guerra Patria de 1941-1945                      |
|  | Medalla Conmemorativa del 50.º Aniversario de la Victoria en la Gran Guerra Patria de 1941-1945                      |
|  | Medalla al Trabajador Veterano                                                                                       |
|  | Medalla del 50.º Aniversario de las Fuerzas Armadas de la URSS                                                       |
|  | Medalla del 60.º Aniversario de las Fuerzas Armadas de la URSS                                                       |
|  | Medalla del 70.º Aniversario de las Fuerzas Armadas de la URSS                                                       |